# 機動戰士海盜GUNDAM
《機動戰士海盜鋼彈》（日語：機動戦士クロスボーン・ガンダム）簡稱CBG，是長谷川裕一的鋼彈漫畫系列作品之一，在月刊少年ACE上由1994年12月號（創刊號）連載至1997年3月號，全27話，單行本6冊。另有收錄短篇外傳的《機動戰士海盜GUNDAM 骷髏之心》。之後本作系列化，到2024年全系列共有6部作品，單行本總數超過30冊，累計發行量超過300萬本。直接接續本作時間線的續作為講述本作結局三年後的《機動戰士海盜GUNDAM 鋼鐵之七人》。

## 故事介紹
故事講述發生在宇宙巴比倫建國戰爭後10年（U.C.0133年），一場已經在蠢蠢欲動的戰爭。
來自地球圈的交換留學生「托比亞」，在木星圈遇到宇宙海盜「金凱杜」駕駛的海盜鋼彈X1襲擊。混亂中，托比亞意外發現欲進攻地球，掀起戰爭的木星帝國的存在。而金凱杜等宇宙海盜的真正身分是宇宙巴比倫王女「貝拉·羅納」重組的私兵「死亡先鋒」，他們為打倒木星帝國總統「格拉克斯·德卡契」，阻止其野心而活動。托比亞加入後，死亡先鋒一度掌握德卡契所在並發動斬首行動，但德卡契和滿載木星軍的船團依然成功朝地球圈出發。死亡先鋒在追擊中，遭內部貴族派和木星軍裡應外合的奇襲而挫敗，托比亞被俘虜並送上刑場。
逃出木星帝國的托比亞成功和死亡先鋒母艦會合。但趕回地球圈時，木星軍早已化作木星親善大使團打入地球政商圈，身分是海盜的死亡先鋒只能躲藏暗處等待機會。潛伏中，其他貴族派系假意運送補給卻出賣死亡先鋒，海盜們遭到地球聯邦軍和木星軍圍剿。托比亞雖從補給中搶到最新的海盜鋼彈X3，但仍無力阻止母艦自爆，戰敗的金凱杜連人帶機墜入地球大氣層後MIA，死亡先鋒成員用偽裝成母艦破片的逃生倉迫降，散落地球各地。
迫降地球山區的托比亞過了一陣隱居生活，但電視傳來德卡契開始對地球露出獠牙的消息。木星帝國襲擊聯邦軍各地的發射基地，甚至無視《南極條約》使用核彈。失去大型運補能力的聯邦軍無法順利集結軍力，對位在衛星軌道上，宣告48小時後用核彈核化地球的木星軍束手無策。另一方面，原以為已經死亡的金凱杜，靠前無古人的光束盾突入大氣層而死裡逃生。在金凱杜的號召下，托比亞等死亡先鋒殘黨在地球上集結，襲擊聯邦軍火箭保管基地，使用傳統火箭加上光束盾將MS射上軌道，從木星帝國母艦正下方發動奇襲。
死亡先鋒的奇襲成功重創帝國母艦，但崩潰的母艦上冒出多臺搭載大量核彈的大型MA。眾人疲於應對之際，德卡契本人駕駛最後一臺MA偽裝母艦破片偷偷降落地球，欲親手核化大地。視破其意圖的托比亞即時趕上，犧牲海盜鋼彈X3擊毀了MA。在MA熊熊燃燒的駕駛座上，看著地球燃燒幻影的德卡契被趕來的金凱杜一鞭斃命，戰爭劃下休止符。
戰後，金凱杜將海盜鋼彈X1託付給托比亞，和貝拉隱居地球。托比亞和夥伴們返回宇宙繼續他門的故事。

## 作品解說
在《月刊少年ACE》上，從1994年12月號（創刊號）到1997年3月號全27回連載，單行本全6卷。台灣東販代理時的譯名為《機動戰士鋼彈X》，易與另一部鋼彈作品《機動新世紀鋼彈X》搞混。華語圈一般以「海盜鋼彈」、「骷髏鋼彈」或「骨十字鋼彈」等別稱來稱呼本作品。台灣角川在《GUNDAM ACE》中文版連載後續作品時，使用「鋼彈」為正式譯名。
主要描寫《機動戰士GUNDAM F91》的後續，以貝拉·羅納為中心復興的死亡先鋒，與把木星圈作為主要根據地的木星帝國進行非常激烈的戰鬥。
身為鋼彈原著的富野由悠季真正參與製作的鋼彈漫畫，提供相當於動畫作品26集份的情節給作者長谷川當作原作使用，而且每一本單行本的原著近照欄富野都有發言，某登場人物說出「只要兩隻眼睛又有天線的話，媒體就會全部當成鋼彈」這種諷刺大眾對鋼彈印象的台詞時，長谷川還在畫框外註明這台詞是富野親自下的指示。
整體的畫風與目前為止的高達系列有差異，且一如長谷川的作風，對「高達」這個框架的挑戰也被大量加入。是鋼彈作品中許久不見，對連富野本人也漸漸不在新作品中闡述的「新人類」概念提出新想法的作品。
高達系列製作群的日昇對於高達系列的衍生作品除一部分的官方外傳外，都認定為非正史故事。但本作因為有原著富野由悠季直接參與製作，故近幾年有些官方年表已開始將本作中的木星戰役和續作《鋼鐵之七人》中的神雷計畫編入。
由於在PS遊戲《SD Gundam GGENERATION-F》和PS2遊戲《第2次超級機器人大戰α》上登場且主角機海盜高達和哈里遜的藍色高達F91被模型化等的事情，令只是漫畫作品的本作知名度大幅提高。
續作不再有鋼彈原著富野直接參與，而是長谷川獨自的作品，共有收錄《GUNDAM ACE》上發表的短篇外傳《機動戰士海盜GUNDAM 骷髏之心》和講述本作結局三年後的《機動戰士海盜高達 鋼鐵之七人》。原本《鋼鐵之七人》被定位為本系列的完結篇，但完結4年多後計畫再起而系列化，2012年發表的《機動戰士海盜高達 GHOST》，故事時間往後拉17年，以動畫作品《機動戰士V GUNDAM》的時代（UC0153）為背景。2016年《機動戰士海盜GUNDAM DUST》和2021年的《機動戰士海盜GUNDAM X-11》來到UC0169，尚未有鋼彈動畫描述過的UC時代。2022年《機動戰士海盜GUNDAM LOVE & PIECE》則是全系列人物的外傳故事集。

## 角色介紹

### 死亡先鋒
金凱杜·那烏
28歲，宇宙海盜骷髏尖兵的主力駕駛員。真正的身份為宇宙巴比倫建國戰爭中的英雄─西布克·阿諾，即是前作《機動戰士GUNDAM F91》的主角。為人性格樂觀，在死亡先鋒內普遍受人愛戴。深愛著其戀人茜茜莉，也因此而願意改名為金凱杜·那烏──駕駛海盜鋼彈X1守候在她的左右，肩負起保護她及完成她的理想的責任。在跟叛變的薩比尼決戰中，被X2的光束劍剌穿駕駛艙，然後機體又墮入大氣層中。原本眾人都以為死定了的金凱杜，在光束劍下幸運逃生，並且使用光束盾當做防護來突入大氣層，成為第一個用光束盾突入大氣層的人。掉落在海上的X1自動的發出了求救信號，金凱杜在SNRI的緊急救援下奇蹟般地復活過來，但還是在臉上留下了疤痕並失去了右手。和托比亞在地球上會合後，率領剩餘的死亡先鋒向木星帝國做最終決戰，將地球聯邦對木星帝國的戰爭導向勝利。一切結束後回復了西布克這個名字，跟茜茜莉消失在地球的綠意中。在後作《鋼鐵的七人》中有出場幾格，和茜茜莉開了間很受好評的麵包店，並且生了二個孩子。
托比亞·亞羅納克斯
15歲，本故事的另一位主角，作者多以他的視角來堆進故事，同時也是貫穿《海盜鋼彈》全系列的角色。擁有很大潛能的新人類。本為地球圈前往木星圈的交換留學生，但遇到宇宙海盜後發現了木星帝國的秘密，因此決定加入宇宙海盜死亡先鋒，一起對抗木星帝國。死亡先鋒原本只看上其留學生身分能潛入木星基地竊取情報，但在金凱杜的教導和新人類能力覺醒下，在MS戰中履立奇功而漸漸成為死亡先鋒的主力之一。在海盜母艦生活時對貝娜提產生好感，在貝娜提真實身分曝光後，做了就算要挾持海盜母艦也要保住貝娜提的準備。死亡先鋒剿滅戰時從別的貴族主義支持派中取得海盜鋼彈X3，營救（綁架）了返回木星軍勸阻父親卻反被推上前線剿滅海盜的貝娜提。和復活的金凱杜會合後與木星帝國的總統，古拉克斯·杜加奇進行決戰。戰後繼承了金凱杜的海盜鋼彈X1，和貝娜提一起返回宇宙。
貝拉·羅拿
28歲，宇宙海盜骷髏尖兵軍的領導人，先鋒母艦的艦長。原為宇宙巴比倫的王女，即是前作《F91》裡登場的「茜茜莉·費查特」。在宇宙巴比倫建國戰爭中發表了「平等主義」的演說，導致帝國分裂並將建國戰爭導向結束。在發覺木星帝國的野心後，放棄了「茜茜莉·費查特」的身分，並再次使用「貝拉·羅納」的名字重組「死亡先鋒」與之對抗。雖然打著死亡先鋒的名號利用貴族派系資源，但本人並無意復興貴族主義，和同樣有公主身分的貝娜提有相當的親近感。另外一提，雖然和金凱杜是認識10年以上的男女朋友，但對抗木星帝國這10年間完全沒有進展，在金凱杜（西布克）MIA後傷痛不已。戰後回復茜茜莉的名子和西布克結婚，隱居地球。
薩比尼·夏爾
宇宙海盜骷髏尖兵的另一位王牌駕駛，負責駕駛海盜鋼彈X2。原本為宇宙巴比倫時代的骷髏尖兵菁英，但對當時骷髏尖兵的慘酷作法不滿而背叛，加入了貝拉一行人。但其貴族主義的思想到加入貝拉重組的骷髏尖兵後仍沒有改變，認定「貝拉·羅拿」是統領人類的最佳人選，所以連金凱杜也不完全信任他。後來認為木星帝國上下嚴謹的體制更能令貴族主義實現，便帶著貴族主義的支持者挾持貝拉進行叛變，失敗後駕著X2撤退到木星船艦。但木星帝國並未完全信任他並對他施以嚴刑拷打，再次登場時，失去了過去的冷靜和貴族氣質，不時失控狂笑有如精神崩潰。在死亡先鋒和地球聯邦軍對峙時，以X2改假冒死亡先鋒向聯邦軍開火，挑起雙方戰鬥，並在混戰中成功擊敗了金凱杜。故事尾段，深信德卡契會把地球毀滅後的世界交由他管理以實現其渴慕的貴族主義，與奇蹟復活的金凱杜進行第二次決戰，最後戰死在X1的熱能短刀下。
貝娜提·布里耶
13歲，因不明原因被木星人追捕，海盜騷動後又因尾隨托比亞移動而誤上海盜船的地球圈留學生。實際身份是木星帝國的公主，「提提妮絲·德卡契」（日語：テテニス・ドゥガチ），是木星總統德卡契與地球圈女性間因政治聯姻生下的孩子。母親早逝，對父親侵略地球的方針感到疑惑，想親眼看看母親出身的地球圈而偷渡，卻陰錯陽差的開始和海盜們的共同生活。數個月的相處解除了貝娜提的疑惑，也讓貝娜提決心阻止自己的父親。在托比亞逃出木星母艦時選擇留下勸說父親，並和托比亞定下在自己真正有危險時，再來拯救自己的約定。手背上沒有一般木星人用來識別身分地位的數字紋身，借給托比亞當護身符的墜子其實是母親的遺物，也是證明公主身分的信物。
雪琳頓·羅拿
貝拉·羅拿的表妹，目前台面上貴族主義支持者所推舉的領袖。能力極強的新人類，有聚集新人類或有其素質的人，而捨棄舊人類的想法。原本受委托運送補給品給貝拉等人，但認為貝拉的作法只會擴大戰事，故暗中聯絡聯邦軍，讓聯邦軍將海盜一舉補獲，宇宙海盜死亡先鋒因此毀滅。欲強行網羅有優秀新人類素質的托比亞，卻輸給托比亞不捨棄「身為人類」的希望的堅強氣魄，放任他把最新的海盜鋼彈X3帶走。木星帝國對地球開戰後，轉為協助金凱度等人，在集結死亡先鋒殘黨上出了不少力。托比亞最終決戰前寄給她的信，裡面記述著托比亞在地球的體驗和對新人類與舊人類的看法，是整部作品對此議題的總結。

### 木星帝國
格拉克斯·德卡契
木星帝國的總統，花費70年光陰將木星圈建造成人類可居住的環境的指導者。這70年中，地球圈對木星圈的困境毫不關心，木星圈成型後又以低劣的政治聯姻強迫木星圈附庸，與該名地球聯邦送來的女性誔下貝娜提。
來自地球圈的妻子是位溫柔的理想女性，卻讓德卡契深感這份溫柔是在炫耀豐繞大地上成長的人才會擁有的餘裕心靈。自卑令其精神病態地扭曲，對地球圈豐富的資源與因這份資源而生的餘裕和傲慢充滿了憎恨與劣等感。因此德卡契表面上對地球圈保持和藹親切的鄰居形象，私底下卻將木星圈發展成上下關係嚴謹的木星帝國，並教育國民要奪回地球上豐富的資源。不過這只是欺騙國民為其棋子的手段，德卡契內心真正的願望只是想把可憎的地球燒成灰燼。假若願望成功，對沒有地球的世界會如何不感興趣。
已年過90高齡，一直坐在浸泡於不明液體中的王座上，透過玻璃對部下下達指示。將自己的思想與人格複製到9個生化腦上，配合人偶做出自己的9個分身。本尊登場時外表比起分身們更為衰老，靠生命維持裝置續命。
迪米安・卡拉斯
是托比亞留學生時代的恩師，但真正身份是木星帝國的特工成員。同時也身為帝國的精銳人才養成教師，在被稱為「學校」的地方訓練吉莉，和《鋼鐵之七人》中出場的歐羅芭、卡利斯托兄弟以及《GHOST》中出場的闊·葛雷等人。對於托比亞的新人類能力非常中意，即使暴露出身為木星帝國成員的身分後，仍然三番兩次的欲拉攏托比亞到其麾下。最後更親自率領新人類部隊與托比亞對戰，敗北死亡。
巴恩斯·岡茲巴克
木星帝國上尉，機動戰士的駕駛員，在三年前因一場意外喪失兒子，自此後出擊時均不戴頭盔。在木星軍內頗有功績威望，其專用MS在將人命視為零件的木星帝國內極為罕見的被允許使用個人配色。在氫氣採集站中與海盜軍交戰後，因其實力被拔擢至死亡旋風隊中，駕駛負責防禦的多托加。雖然跟托比亞處於敵對立場，但因為托比亞與自己亡故的兒子年齡相似，常常露出對其關心，在木星軍地面掃蕩作戰中敗給托比亞後，坦承早已知道就算木星軍勝利也不會有總統承諾的富裕環境留給木星人民，告知了托比亞木星軍母艦的弱點。
吉理·加度嘉·亞史皮斯
木星帝國少校，精銳戰鬥部隊「死亡旋風隊」的隊長，駕駛負責攻擊的夸巴塞。出身自木星帝國的精銳養成學校，木星帝國的次期幹部候補。是卡拉斯直屬的新人類部隊且視之為心腹，自尊心非常強（甚至可說是傲慢）。身形看似矮小，但其實跟托比亞年齡差不多。率領死亡旋風隊多次令金凱度陷入苦戰，在木星軍地面掃蕩作戰中，因3對1而大意解除隊型，被托比亞利用環境奇襲重創，敗給趕來救援的金凱度。本傳結束後在地球上居住，在《鋼鐵之七人》再登場時比托比亞高了不少。
蘿絲瑪莉·拉斯貝利
木星帝國精銳戰鬥部隊「死亡旋風隊」的女性駕駛員，駕駛負責牽制擾亂的阿比茲。並非木星帝國的軍人，而是傭兵。性格上最喜歡金錢與血腥的騒動，只要有錢就好辦事。駕駛海盜鋼彈X2負責俘虜托比亞的公開處刑，對於手無寸鐵的托比亞過於大意輕敵，導致X2為托比亞奪走。後來在木星軍地面掃蕩作戰中敗給托比亞。
薩比尼·夏爾
參照「角色介紹－死亡先鋒－薩比尼·夏爾」

### 地球聯邦軍
夏力遜·馬汀
地球聯邦軍第17機動中隊的大尉、量產型鋼彈F91部隊的隊長，駕駛藍色高達F91的皇牌駕駛員，有「青色閃光（青い閃光）」的稱號，是第一位讓金凱杜動用X1光束盾的高手。在立場上和宇宙海盜處於敵對狀態，但在和木星帝國的決戰中，瞬間就理解了金凱杜等人突擊木星母艦的用意並從旁掩護，幫金凱杜與托比亞製造衝入木星母艦的機會。

## 登場機體

### 骷髏尖兵
XM-X1\F-97 海盜高達X1
宇宙海盜骷髏尖兵王牌MS，機體編號XM-X1，主要駕駛員為金凱杜·那烏。
由S.N.R.I製造並偷渡給骷髏尖兵進行實戰測試。SNRI內部正式型號為F97。特徵為大型且突出於背部的十字型可動推進器、接近戰取向的各種武裝和配合海盜偽裝而塗裝在頭部的骷髏記號。和F91一樣在嘴部裝有排熱孔，在作中能頻繁看到開啟散熱的場面。
背部的十字型可動推進器為S.N.R.I.特別為木星圈高重力環境所設計。一般要在高重力環境下保持高運動性，MS會需要出力更強的噴嘴制馭姿勢，但高出力的噴嘴會使機體重量增加，增加的重量又會需要更強大的噴嘴而陷入惡性循環。S.N.R.I.的解決方案是將海盜鋼彈的主推進器拆成四組、分布於十字型尾翼末端，並使其可自由調整噴射方向，成功在保持高運動性的前提下減少了噴嘴需要。
接近戰取向武裝則是對應在U.C.0133年已變成MS標準裝備的光束盾對策。因在雙方MS均展開光束盾的前提下，一般射擊武器很難造成有效傷害，故海盜鋼彈是以衝近對方身邊，從光束盾死角攻擊為前提進行設計，但對駕駛員的技術要求也相對提高，是針對王牌飛行員設計的機體。
本機採用了和RX-78GP01近似的核心戰機系統，駕駛艙加上十字型可動推進器可從背部分離後獨立飛行，主要功用是增加駕駛員逃生機會並保存實戰資料。核心戰機靠著原本木星圈MS用的強大推力，在地球大氣圈內也能飛行。
武裝
斬刀破壞槍（ザンバスター）
光束步槍，能拆成光束手槍「破壞槍」和粒子加速式光束軍刀「光束斬刀」的特殊武裝，平常以分離狀態掛在腰間兩側，也能充當榴彈發射器，發射包含核彈等各種彈頭。
破壞槍（バスターガン）
造型類似燧發手槍的光束短槍。
光束斬刀（ビームザンバー）
粒子加速式光束軍刀，產生光束刃後外型近似海盜使用的彎刀。
除了是高出力光束軍刀，更將米諾夫斯基粒子進行縱向加速，使威力更上一層樓，能將使用一般光束盾的機體連盾帶機一起砍斷。
光束軍刀
核心戰機狀態時設置在機首兩旁、組合後設置在兩肩的光束槍，拔出後可當光束軍刀使用，性能和一般泛用光束軍刀相似。
烙鐵標識器（光束盾）
裝備在兩手手臂上的光束刃產生器，能從十字狀開口產生十字錐狀的光束刃，調整光束的展開方式也能當作光束盾使用。和手臂連接處是可動關節，能配合手臂的動作當作格鬥武器使用，像烙鐵一般在目標上刺出「X」狀的傷痕。
熱能短刀
外型近似藍波刀的小型實體刀。左右腳各裝備有一把，利用腳部推進器產生的餘熱燒紅刀身，能溶斷切割對象。平常握住刀柄後再從小腿上拔出使用，但也能從腳底只伸出刀刃配合踢擊使用或直接當飛刀射出。
火神砲
兩側頭部各搭載一門，合計兩門。
剪型錨
由前護裙變形而成的錨，前端為夾子狀構造，可用於捕捉敵人或固定機體。
ABC斗篷 / 披風
能以蒸發表面方式抵銷光束武器攻擊的布質外掛護甲，平均單點可承受5發光束步槍攻擊。優點是使用時不額外消耗能量且不像光束盾般發光而隱密性良好。但實體布幔會有阻礙姿勢制馭噴嘴的問題，造成使用上有所限制，死亡先鋒的泛用MS宗德·凱也只在下半身部份加掛此裝備。但海盜鋼彈因使用上述十字型可動推進器而和此裝備相性良好，使用時幾乎可包裹住全身。本裝備另一項缺點是無法有效防禦持續對單點進行傷害的光束武器，木星帝國MS夸巴塞的光束圓鋸就是針對此項弱點開發的裝備。
- 海盜高達X1改

和原型相比，只修改了左右後護裙部份，將原本收納剪型錨鍊條的空間改成收納螺旋鋼鞭，原本的剪型錨因此無法使用。
武裝
螺旋鋼鞭
為了對抗夸巴塞的蛇型手光束圓鋸，以先鋒母艦上現有零件趕製出的武裝，鑽頭狀前端能高速旋轉的高貫穿力鞭子。雖然威力比不上光束圓鋸，但面對以兵器長度壓制海盜鋼彈的夸巴塞，比夸巴塞的蛇型手更長一點的螺旋鋼鞭發揮出良好的效果。
XM-X2\F-97 海盜高達X2
和海盜高達X1同型的MS，為二號機。主要駕駛員為薩比尼·沙路。
基本性能和X1完全相同，但配色改為黑色，部分造型如天線和嘴部排熱孔與火神砲的位置也和X1有差異，並以射擊騎槍作為主要武裝。
武裝
射擊騎槍
骷髏尖兵從宇宙巴比倫帝國時代以來的傳統武裝。將圓筒錐狀的騎槍基部組合上機槍，除了當格鬥武器外，也作為近至中距離的射擊武器使用。槍身部份猶如俄羅斯套娃，可將外層部分作為質量武器射出，貫穿力優異。
破壞粒子炮
外觀與高達F90ⅡL使用的長距離光束步槍相同。可以透過海盜高達本體直接供能增加威力。
XM-X3\F-97 海盜高達X3
海盜高達的三號機，故事中盤才登場。主要駕駛員為托比亞·亞羅納克斯。
基本性能和前兩台並無差異，但加厚了前胸裝甲，並在上面追加裝飾用骷髏浮雕和兩挺格林機砲，兩臂的烙鐵標識器被替換成「I力場」產生器，追加新武裝「村正狂刀」。
武裝
臂部I力場產生器
左右手各裝備一具，對光束武器折射、防禦效果極佳，X3甚至能用來徒手抓住光束刀刃。
有冷卻時間長於啟動時間的明顯缺陷，實驗武裝的意味濃厚。
村正狂刀
同時具備格鬥與射擊功能的劍狀兵器。本體功能近似光束步槍，除射擊外，槍口（劍刃的頂端部分）也能生成格鬥用光束刃，提高出力進一步伸長後甚至能做出廣範圍的斬擊。實體劍刃的外緣布滿了14具小型光束軍刀，同時啟動的狀態下，除了同機體搭載的臂部I力場產生器外，在本作可說是無堅不摧。
XM-10/F97-E 弗林特
海盜高達的地球圈用量產版本，移除了木星圈用的抗放射線等機能和剪型錨等部份武裝，但保留了背部推進器與核心戰機系統，機動性依然相當優秀。
S.N.R.I檢討死亡先鋒提供的戰鬥資料後做出的機體，原本預計以「F97」名義賣給地球聯邦軍。但骷髏尖兵和木星帝國的戰鬥延燒到了地球圈，販售計畫也因擔心和海盜的關係曝光而中止。在木星帝國和地球聯邦開戰後，由骷髏尖兵殘黨們使用。
宗德·格
外觀和宇宙巴比倫骷髏尖兵的主力MS「迪南·宋」十分相似，但體型更小一號的超小型MS。性能並不突出，肩部裝備了光束盾，下半身掛有ABC披風，以射擊騎槍為主要武裝。故事前期擔任宇宙海盜骷髏尖兵的主力MS，但已經是零件不再生產的十年前老機體，最後因沒有零件修理而不得不淘汰。
先鋒母艦
宇宙海盜骷髏尖兵的旗艦，包含長度超過200公尺的艦首斜桅，為全長超過900公尺的巨大船艦。搭載有米諾夫斯基粒子驅動裝置，能張開包覆全艦的光束盾，或以光束帆（ビームセイル）達成無須補給推進劑的高速行星間航行。
原本是宇宙巴比倫計畫侵略地球而建造的旗艦「巴比倫先鋒」，但等到宇宙巴比倫已經分崩離析後的U.C.0128年才完工。完成後落入反貴族主義勢力的貝拉·羅納和西布克·阿諾等人手中，在處女航遭到偽裝成爆炸意外的木星帝國恐怖攻擊而在記錄上已沉沒。該「意外」也讓貝拉驚覺躲在暗處的木星帝國，並決意重組骷髏尖兵以宇宙海賊身分和木星帝國周旋。本艦也直接更名作為海賊的母艦使用，
原本為貴族用的船故設計上重視美感，外觀近似大航海時代的帆船，艦首雕有巨大的黃金女性雕像，整船滿載當代的最新技術。其米諾夫斯基粒子驅動裝置產生的光束帆，能達成不需消耗堆進劑的加速和減速，讓它長程航行所能達到的最大航速遠遠壓倒傳統的宇宙船艦。此技術為同型艦也未搭載的秘密技術，平時是以不張開帆的狀態用傳統方式航行。
武裝有雖能包覆全艦，但只能維持20多分鐘的光束盾、側舷和船桅的MEGA粒子砲、對艦飛彈和對空機槍。
EMS-06 巴達拉（骷髏尖兵規格）
宇宙海盜骷髏尖兵在戰場上鹵獲的木星帝國量產型MS「巴達拉」為基礎修復而成，以替代沒有零件修復的宗德·格。
EMS-10 比斯・巴達拉（骷髏尖兵規格）
宇宙海盜骷髏尖兵在戰場上鹵獲的木星帝國量產型MS「比斯・巴達拉」為基礎修復而成，為托比亞初期駕駛機體。

### 木星帝國
EMS-06 巴達拉
EMS-07 艾歷巴多
EMS-09 ヴァゴン
本機是根据巴达拉改修而来的MS，其设计目的是为了在地面或者封闭的小空间内作战，为了达到这一目的，维根的肩部和腿部分别被装上了车轮的上半部分和下半部分，通过小腿部的收缩，机体可以变成一个车轮装，以达到快速移动的目的（Vagon在很多拉丁语系的语言中都有“四轮马车”的含义）。不过，这样的足部在正常行走时会受到一定的限制，同时也不利于机体武器的使用，所以该机只配备了一柄光束步枪。
EMS-10 比斯・巴達拉
本機是根据巴达拉改修而来的MS，目的是进行反舰战斗。感觉就是在巴达拉躯干上按了一层装甲，但这层装甲最主要并不是用来防御的，其重点是在装甲上的光束切割器，通过这些光束切割器生成的光束斧来达到切割敌方战舰的目的。除此之外，本機还配有一对三联装导弹发射器用以远距离攻击。而由于本機进行的大多是冲入敌阵用身体攻击敌舰的作战方式，因此要求很高的机动性，为此牺牲的自然是装甲的厚度，因此防御力有所牺牲。
EMS-VSX1 巴塞
VSX系列是木星帝國為對抗死亡先鋒，將開發或研究中的次世代MS針對海盜鋼彈進行修改調整而成的機體，編號VSX就是對抗（versus）海盜鋼彈（Ｘ）之意。
木星帝國在分析死亡先鋒的戰鬥資料後，判斷做不出超越海盜鋼彈的MS。所以決定將性能分散，以攻擊、防禦和機動單一方面壓倒海盜鋼彈的三台MS組成「死亡旋風隊」對抗鋼彈。
巴塞為「死亡旋風隊」三機之一，對鋼彈戰的攻擊擔當，駕駛員為隊長吉理。會避開鋼彈近身，在自己有利的格鬥距離下以蛇型手發動攻擊，初戰就交出斬下X1雙臂的戰績。
原型為開發中的指揮官用高階MS，基本性能優秀且指揮機能完備，而變形成MA型態，活用頭部MEGA粒子砲與全身多達27個推進器的高機動射擊戰才是其原本規劃的戰鬥方式。本機也是故事中唯一有被量產化的VSX系列。
蛇型手（スネーク・ハンド）
裝備於雙臂，狀似觸手的的格鬥武裝，有著比海盜鋼彈格鬥武器更長的攻擊範圍，體現一寸長一寸強的冷兵器理論。手部末端的光束圓鋸為針對死亡先鋒慣用的ABC斗篷對策，也可當作光束盾使用。
EMS-VEX1 量産型夸巴塞
根据夸巴塞改进而来的量产型MS，以夸巴塞原本的開發目的來說此型才是夸巴塞的正規樣式。
和原型相比省略了變形機構及只在左手配备較短但較易使用的蛇型手，右手改持近距離用的光束枪，配合依然健在的中遠距離用頭部MEGA粒子砲，仍是台全方位的高性能MS。
EMS-VSX2 阿比茲
「死亡旋風隊」三機之一，對鋼彈戰的機動（牽制擾亂）擔當，駕駛員為蘿絲瑪莉。以妨礙鋼彈行動為目的，武裝仅有右肩装载的二联装针枪一项，雖然威力薄弱，但能期待金屬製的實體針破壞布質ABC斗篷或是卡入裝甲關節縫隙來降低鋼彈的防禦或機動力。
原型為追求速度及灵活性極限的實驗用MS，機體大小只有當代MS的三分之二，且重量轻、装甲薄，搭載的發動機甚至不足以驅動常規的光束兵器。
EMS-VSX3 多托加
「死亡旋風隊」三機之一，對鋼彈戰的防禦擔當，駕駛員為巴恩斯。會在鋼彈攻擊時，主動上前為防禦力弱的另兩機提供援護。後背的八根尖刺均為光束盾產生器，背對狀態下擁有能檔下戰艦主砲，完全壓倒海盜鋼彈光束斬刀突破力的防禦性能。身體部分厚重的裝甲為針對死亡先鋒近身戰法的多重構造，外層被破壞時會噴出高速硬化瓦斯捕捉攻擊者，再以重量級的兩隻槌子手砸毀動彈不得的敵人。
原型為重武裝遠距支援用MS，但所有的載重和出力都被挪來強化防禦性能，成了相反的近距用機體。雖然後背的尖刺也能射出光束彈，但缺乏機動力且僅背後能發出遠距攻擊，是敵人不主動攻擊就威脅性大減的機體。
EMS-08 迪奧拿
XM-X2ex 海盜高達X2改
木星軍回收被托比亞當作誘餌棄置宇宙的海盜高達X2，再以自己的技術修補而成的機體。主要修復了被托比亞帶走的核心戰機部份，但以木星科技無法完全重現S.N.R.I.的技術，不只核心戰機部分無法分離，外觀大型化的十字型背部推進器也只有和原型相當的推力。
木星軍從此機獲得的資料，是日後開發出機動戰士天草和機動戰士柯爾尼格斯的重要基礎。
EMA-01 阿库西里欧
是木星帝国开发的一款輔助飛行和武装支援系统，能够承载两台MS，一台用以操控阿库西里欧，另一台用以攻击，而阿库西里欧本身也配备有一门MEGA粒子加农炮。
EMA-02 托斯泰德
是木星帝国开发的一款輔助飛行系統，其支援性能比阿库西里欧更优，能够同时承载三台MS，其中一台位于机顶，可以操控机顶的双管光束枪进行攻击，另两台则搭载于机翼两侧。托斯泰德的飞行能力十分出众，除了可以在无重力空间下使用，还可以至少在木卫一的重力下飞行。
EMA-03 卡古利祖
是木星帝国开发的簡易生産版型MA，其主武器是一门战舰级MEGA粒子炮威力的大型MEGA粒子加农炮，炮体位于本体的左侧，而机体的右侧则是单眼传感器。也正这样一个左炮右眼的设计，让这门加农炮有了一个“秋波”的外号。
機體名稱源自西班牙語的「蟹」。
EMA-04 艾利法蒂
是木星帝国开发的一款NT专用MA，其最大的特点便是拥有一条类似象鼻般的可灵活攻击。
本機搭载有五个Bit，而一个Bit就有差不多一台MS的大小，每个Bit内都自带发动机，以提供飞行及攻击的能源。此外，埃尔芬特还搭载有5台I力场发生器，可以提供机体全方位的防护，可以说是一台攻防一体的大型堡垒。
機體名稱源自西班牙語的「大象」。
EMA-06 艾歷哥利拿
EMA-07 羅迪拉斯
是木星帝国开发的MA，機體名稱源自拉丁文的「鸚鵡螺科」，就像是一个巨大的海螺。而他的攻击方式也只有两种，一种是位于机体正面的巨型光束加农炮，另一种则是用于近战的十二根超振动切割线，通过精确的控制，能够轻易的切开MS的装甲。
是木星帝國的特工迪米安・卡拉斯所乘坐的機體。
EMA-10 迪比尼達多
是木星帝国开发的NT专用MA，是木星帝國的總統格拉克斯·德卡契所乘坐的機體。共计生产了八台，七台由格拉克斯的複製体驾驶，一台由格拉克斯的真身驾驶。
远程攻击方面，迪维纳达配备了一门头部大型MEGA粒子加农炮，以及一门位于面部左侧的中型光束加农炮。其次，作为一款NT专用MA，迪维纳达能用利用储藏在机体翅膀中的大量羽状浮游炮对敌进行全方位攻击。然而，无论是大型MEGA粒子加农炮还是浮游炮，都不算是迪维纳达最大威力的攻击方式。其最恐怖的攻击力在于他携带的16枚核弹头。这16枚核弹足有摧毁地球上的一切生命。而迪维纳达的核反应堆使用放射性中子作为反应物，而非传统的氦3，十二个米诺夫斯基核融合炉也使得迪维纳达就是一个移动的核武库。
朱比多利斯9
木星帝国軍的超大型宇宙輸送艦及旗艦。

### 地球聯邦軍
F91 量産型ガンダムF91
以量產為目的修改性能的F91，外形及武裝雖與原型F91幾乎一樣，但取消了MEPE和全配的生化電腦，只生产了少数，配备给了地球联邦军宇宙舰队的精英机师驾驶。
F91 量産型ガンダムF91（ハリソン専用機）
RGM-109 重裝炮
RGM-89 傑剛
133式鐵球

## 漫畫
角川Comics Ace版
| 册数 | 日本标题 | 中文標題       | 日本ISBN           | 日本发行时间  | 台灣東販版ISBN     | 台灣東販版发行时间 |
| ---- | -------- | -------------- | ------------------ | ------------- | ------------------ | ------------------ |
| 1    |          | 機動戰士鋼彈X1 | ISBN 4-04-713103-2 | 1995年3月10日 | ISBN 957-643-645-1 | 1998年1月1日       |
| 2    |          | 機動戰士鋼彈X2 | ISBN 4-04-713113-X | 1995年8月7日  | ISBN 957-643-684-2 | 1998年3月1日       |
| 3    |          | 機動戰士鋼彈X3 | ISBN 4-04-713128-8 | 1996年3月6日  | ISBN 957-643-696-6 | 1998年4月1日       |
| 4    |          | 機動戰士鋼彈X4 | ISBN 4-04-713145-8 | 1996年8月8日  | ISBN 957-643-709-1 | 1998年5月1日       |
| 5    |          | 機動戰士鋼彈X5 | ISBN 4-04-713175-X | 1997年2月7日  | ISBN 957-643-736-9 | 1998年6月1日       |
| 6    |          | 機動戰士鋼彈X6 | ISBN 4-04-713185-7 | 1997年6月5日  | ISBN 957-643-744-X | 1998年7月1日       |

新裝版
新裝版更換封面和卷首彩圖，保留機械解說，部分集數追加訪談、用語解說或附錄漫畫。
| 册数 | 日本标题 | 中文標題          | 日本ISBN               | 日本发行时间  | 台灣角川版ISBN         | 台灣角川版发行时间 |
| ---- | -------- | ----------------- | ---------------------- | ------------- | ---------------------- | ------------------ |
| 1    |          | 機動戰士海盜鋼彈1 | ISBN 978-4-04-715645-6 | 2011年1月26日 | ISBN 978-986-287-660-2 | 2012年4月25日      |
| 2    |          | 機動戰士海盜鋼彈2 | ISBN 978-4-04-715646-3 | 2011年1月26日 | ISBN 978-986-287-848-4 | 2012年7月27日      |
| 3    |          | 機動戰士海盜鋼彈3 | ISBN 978-4-04-715686-9 | 2011年3月26日 | ISBN 978-986-287-937-5 | 2012年9月11日      |
| 4    |          | 機動戰士海盜鋼彈4 | ISBN 978-4-04-715687-6 | 2011年3月26日 | ISBN 978-986-325-001-2 | 2012年10月18日     |
| 5    |          | 機動戰士海盜鋼彈5 | ISBN 978-4-04-715718-7 | 2011年6月25日 | ISBN 978-986-325-115-6 | 2012年12月12日     |
| 6    |          | 機動戰士海盜鋼彈6 | ISBN 978-4-04-715719-4 | 2011年6月25日 | ISBN 978-986-325-211-5 | 2013年2月8日       |

## 評論
關於《海盜高達》到現在仍未被動畫化，評論認為長谷川裕一對「新人類」的定義與原作者富野有別，造成劇情上難以處理的問題。「富野描寫的『高達』是人類誤會與和解的故事，而『新人類』就是達至和解的重要進化步驟，但長谷川筆下的《海》是另一回事......長谷川的版本：新舊人類不是進化程度的先後關係，只是不同環境下的不同人種。富野描寫舊人類透過進化成新人類而克服自私與誤解的戰爭；長谷川則描寫多元社會的發展，淡化了新舊人類意識形態與種族間的衝突。這對『新人類』理解的分別，造成富野與長谷川故事間的鴻溝，也是製作動畫時難以統一的價值觀，或者這種分歧就是富野命題的最佳體現。」(Moyashi, 2020年)

## 相關作品
- 機動戰士GUNDAM F91
- 機動戰士海盜GUNDAM 骷髏之心
- 機動戰士海盜GUNDAM 鋼鐵之七人
- 機動戰士海盜GUNDAM GHOST
- 機動戰士海盜GUNDAM DUST

## 註解／參考資料
1. ↑  『月刊ガンダムエース』2019年12月号、角川書店、198頁。
2. ↑  『月刊ガンダムエース』2018年5月号、角川書店、445頁。
3. ↑  《機動戰士海盜高達 鋼鐵之七人》，《GUNDAM ACE》2006年7月號2007年9月號連載
4. ↑  《機動戰士海盜高達 GHOST》，《GUNDAM ACE》2012年1月號到2016年5月號連載
5. ↑  《機動戰士海盜GUNDAM DUST》，《GUNDAM ACE》2016年9月號到2021年2月號連載
6. ↑  《機動戰士海盜GUNDAM X-11》，《GUNDAM ACE》22021年8月號到2022年8月號連載
7. ↑  《機動戰士海盜GUNDAM LOVE & PIECE》，《GUNDAM ACE》2022年12月號到2024年1月號連載
8. ↑  X3的臂部I力場產生器，只要連續啟動超過105秒便必須強制冷卻120秒，雖然左右手交替使用能維持105x2=210秒的力場，但在第一具產生器的強制冷卻完成前另一具便跟著過熱（120>105）。也就是在必須長時間開啟I力場的危險戰場上，X3每使用210秒I力場便有15秒的時間處於兩臂產生器都強制冷卻，無力場可用的危險狀態。
9. 1 2  長谷川裕一 2021，第35頁
10. ↑  長谷川裕一 2021，第34頁
11. 1 2  長谷川裕一 2021，第36頁
12. ↑  . *CUP. 2020-01-13  [2022-06-30]. （原始内容存档于2021-06-13） （美国英语）.

- . Hobby Japan（日语：ホビージャパン）. 2022年7月29日. ISBN 978-4-7986-2881-3 （日语）.
- 長谷川裕一. . KADOKAWA. 2021年3月26日. ISBN 978-4-0411-1272-4 （日语）.